# 10-й смешанный авиационный корпус
10-й смешанный авиационный корпус (10-й сак) — соединение Военно-Воздушных сил (ВВС) Вооружённых Сил РККА, принимавшее участие в боевых действиях Великой Отечественной войны.

## Наименования корпуса
- 10-й смешанный авиационный корпус
- 7-й штурмовой авиационный корпус

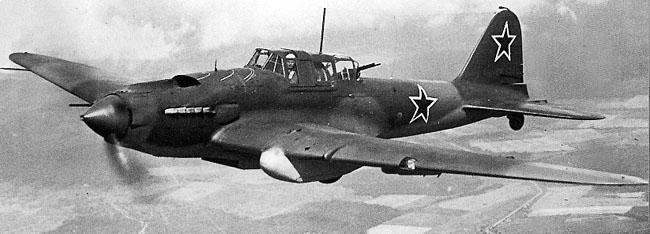
Самолёт корпуса Ил-2

- 7-й Севастопольский штурмовой авиационный корпус
- 68-й Севастопольский штурмовой авиационный корпус

## Создание корпуса
10-й смешанный авиационный корпус сформирован 09 марта 1943 года решением Государственного комитета обороны

8. Смешанный авиакорпус № 10 сформировать к 20 апреля 1943 г. В состав авиакорпуса включить:
- 289 штурмовую авиадивизию Ил-2, выведя её в резерв Ставки из состава 8 Воздушной армии Южного фронта;
- 295 истребительную авиадивизию Ла-5, выведя её в резерв Ставки из состава 5 Воздушной армии Закавказского фронта
- и вновь сформировать 306 штурмовую авиадивизию Ил-2.

Формирование авиакорпуса провести в районе Котельниково. Командиром смешанного авиакорпуса № 10 утвердить полковника Филина В. С.— Постановление № ГКО-2880сс от 13 февраля 1943 года.

## Преобразование корпуса
10-й смешанный авиационный корпус 21 июля 1943 года был преобразован в 7-й штурмовой авиационный корпус

## В действующей армии
- с 31 марта 1943 года по 21 июля 1943 года[3], всего 113 дней

## Командир корпуса
- полковник (с 17 марта – генерал-майор авиации) Филин Василий Михайлович[4] — с 9 марта по 21 июля 1943 года.

## В составе объединений
| Объединение                             | Период                  |
| --------------------------------------- | ----------------------- |
| Резерв верховного главного командования | 09.03.1943 — 31.03.1943 |
| 8-я воздушная армия Южного фронта       | 31.03.1943 — 21.07.1943 |

## Соединения и части
- 206-я штурмовая авиационная Мелитопольская Краснознамённая дивизия
  - 503-й штурмовой авиационный ордена Кутузова полк
  - 686-й штурмовой авиационный Севастопольский Краснознамённый полк
  - 806-й штурмовой ордена Суворова авиационный полк
  - 807-й штурмовой авиационный Севастопольский полк
- 289-я штурмовая авиационная Никопольская Краснознамённая дивизия
  - 232-й штурмовой авиационный полк
  - 686-й штурмовой Севастопольский Краснознамённый авиационный полк
  - 947-й штурмовой Севастопольский авиационный полк
- 287-я истребительная авиационная дивизия (до 27.07.1943 г.)
  - 4-й истребительный авиационный Краснознамённый полк
  - 148-й истребительный авиационный Рижский полк
  - 293-й истребительный авиационный полк
- 288-я истребительная авиационная дивизия (с 24.03.1943 г. по 03.05.1943 г.)[5]
  - 659-й истребительный авиационный полк[5]
  - 866-й истребительный авиационный полк[5]
  - 897-й истребительный авиационный полк[5]
- 419-я отдельная авиационная эскадрилья связи[3]
- 288-я отдельная рота связи[3]
- 2682 военно-почтовая станция[3]

## Участие в операциях и битвах
- Миусская операция (1943) — с 17 июля 1943 года по 21 июля 1943 года.